# دماغ منشطر

"دماغ منشطر "

الدماغ المنشطر أو متلازمة الجسم الثفني هي نوع من متلازمة الفصل [الإنجليزية] عندما ينقطع الجسم الثفني الذي يربط بين نصفيّ الكرة المخيِّة.وهو عبارة عن ارتباط بين الأعراض الناتجة عن اضطراب أو تداخل في الاتصال بين نصفي الكرة المخيِّة. تتضمن العملية الجراحية لإنتاج هذه الحالة قطع الجسم الثفني (استئصال الجسم الثفني)، وهو عادةً الحل الأخير لعلاج مرض الصرع المُستعصي. وتجرى في البداية عمليات تفتيت جزئي؛ إذا لم تنجح هذه العملية، يُجرى استئصال كامل للتخفيف من خطر الإصابة الجسدية العرضية عن طريق الحد من شدة وعنف نوبات الصرع. قبل استخدام قطع الجسم الثفاني، يُعلاج الصرع بدلًا من ذلك من خلال الوسائل الصيدلانية. بعد الجراحة، غالبًا ما تجرى تقييمات نفسية عصبية.
بعد فصل الدماغ الأيمن والأيسر، سيكون لكل شِقِّ من الكرة المخية إدراكه الخاص ومفاهيمه ودوافعه للعمل. وجود «دماغين» في جسم واحد يمكن أن يخلق بعض المعضلات المثيرة للاهتمام. عندما كان أحد المرضى الذين يعانون من انقسام الدماغ يرتدي ملابسه، كان يرفع سرواله في بعض الأحيان بيدٍ واحدة (أراد هذا الجانب من الدماغ أن يرتدي ملابسه) وينزل باليد الأخرى. وذكر أيضًا أنه أمسك بزوجته بيده اليسرى وهزها بعنف، وعندها ساعدها يده اليمنى وأمسك بيده اليسرى العدوانية. تكون هذه الصراعات نادرة جدًا.إذا نشأ تعارض، فعادةً ما يتجاوز أحد نصفي الكرة المخية الأخرى.
عندما تعرض صورة لمرضى الدماغ المنشطر فقط في النصف الأيسر من المجال البصري للعين، فإنهم لا يستطيعون تسمية ما رأوه بصوت مسموع. وذلك لأن الصورة التي تُرى في المجال البصري الأيسر تُرسل فقط إلى الجانب الأيمن من الدماغ (انظر السبيل البصري)، ويقع مركز التحكم في النطق لمعظم الأشخاص على الجانب الأيسر من الدماغ. يُمنع الاتصال بين الجانبين، لذلك لا يمكن للمريض أن يقول بصوت عالٍ اسم ما يراه الجانب الأيمن من الدماغ. يحدث تأثير مماثل إذا لمس المريض المصاب بالدماغ المنشطر شيئًا بيده اليسرى فقط دون تلقي أي إشارات بصرية في المجال البصري الأيمن؛ لن يكون المريض قادرًا على تسمية الجسم، حيث أن كل نصف كرة مخية من القشرة الحسيِّة الجسديِّة الأولية تحتوي فقط على تمثيل ملموس للجانب الآخر من الجسم. إذا كان مركز التحكم في الكلام موجودًا على الجانب الأيمن من الدماغ، فيمكن تحقيق نفس التأثير من خلال تقديم الصورة أو الجسم إلى المجال البصري أو اليد اليمنى فقط.